# 泰国耳叶马蓝
泰国耳叶马蓝（学名：Strobilanthes siamensis）为爵床科紫云菜属的植物。分布在中国大陆的云南等地，生长于海拔2,000米的地区，目前尚未由人工引种栽培。
种加名 siamensis 意为“暹罗的”。